# Кастріот Дермаку
Кастріот Дермаку (алб. Kastriot Dermaku; нар. 15 січня 1992, Скандіано) — італійський і албанський футболіст, центральний захисник італійського «Лечче» і національної збірної Албанії.

## Клубна кар'єра
Народився 15 січня 1992 року в італійському Скандіано в родині вихідців з Албанії. Вихованець юнацьких команд «Модени» і «Сассуоло».
У дорослому футболі дебютував 2011 року виступами за команду «Мельфі» з четвертого дивізіону італійської першості. Провів у її складі чотири сезони, взявши участь у понад 100 матчах чемпіонату.
Влітку 2015 року уклав трирічний контракт з вищоліговим «Емполі». Так і не дебютувавши в офіційних іграх за головну команду клубу, за півроку був відданий в оренду до третьолігової «Павії», а ще за півроку — до «Луккезе-Лібертас», представника того ж дивізіону.
У серпні 2017 року, після передчасного розірвання контракту з «Емполі», на правах вільного агента уклав дворічний контракт з «Козенцею». Відразу став гравцем основного складу нової команди і за результатами першого ж сезону в ній допоміг їй підвищитися в класі з третього до другого дивізіону першості Італії. В сезоні 2018/19 був основним центральним захисником вже на рівні Серії B, утім відмовився подовжувати контракт і по завершенні сезону залишив «Козенцу».
Натомість 7 липня 2019 року на правах вільного агента уклав чотирирічну угоду з вищоліговою «Пармою». У складі цієї команди був гравцем ротації, а в жовтні 2020 її залишив, перейшовши до друголігового «Лечче», де також не отримав постійного місця в основному складі.

## Виступи за збірні
2013 року прийняв пропозицію захищати кольори історичної батьківщини на рівні збірних і взяв участь в одній грі молодіжної збірної Албанії.
2018 року дебютував в офіційних матчах у складі національної збірної Албанії.

## Статистика виступів

### Статистика клубних виступів
Станом на 5 серпня 2022
| Сезон               | Команда             | Чемпіонат           | Чемпіонат | Чемпіонат | Національний кубок | Національний кубок | Національний кубок | Континентальні кубки | Континентальні кубки | Континентальні кубки | Інші змагання | Інші змагання | Інші змагання | Усього | Усього |
| Сезон               | Команда             | Ліга                | Ігор      | Голів     | Ліга               | Ігор               | Голів              | Ліга                 | Ігор                 | Голів                | Ліга          | Ігор          | Голів         | Ігор   | Голів  |
| ------------------- | ------------------- | ------------------- | --------- | --------- | ------------------ | ------------------ | ------------------ | -------------------- | -------------------- | -------------------- | ------------- | ------------- | ------------- | ------ | ------ |
| 2011–12             | «Мельфі»            | ЛП2Д                | 8         | 0         | КІ+КІ-ЛП           | 0+0                | 0                  | -                    | -                    | -                    | -             | -             | -             | 8      | 0      |
| 2012–13             | «Мельфі»            | ЛП2Д                | 30        | 2         | КІ+КІ-ЛП           | 0+1                | 0                  | -                    | -                    | -                    | -             | -             | -             | 31     | 2      |
| 2013–14             | «Мельфі»            | ЛП2Д                | 31        | 2         | КІ+КІ-ЛП           | 0+2                | 0                  | -                    | -                    | -                    | -             | -             | -             | 33     | 2      |
| 2014–15             | «Мельфі»            | ЛП                  | 35        | 3         | КІ+КІ-ЛП           | 0+2                | 0                  | -                    | -                    | -                    | -             | -             | -             | 37     | 3      |
| Усього за «Мельфі»  | Усього за «Мельфі»  | Усього за «Мельфі»  | 104       | 7         |                    | 5                  | 0                  |                      | -                    | -                    |               | -             | -             | 109    | 7      |
| 2015-січ. 2016      | «Емполі»            | A                   | 0         | 0         | КІ                 | 0                  | 0                  | -                    | -                    | -                    | -             | -             | -             | 0      | 0      |
| січ.-черв. 2016     | «Павія»             | ЛП                  | 13        | 0         | КІ+КІ-ЛП           | -                  | -                  | -                    | -                    | -                    | -             | -             | -             | 13     | 0      |
| 2016–17             | «Луккезе-Лібертас»  | ЛП                  | 33+5      | 2+0       | КІ+КІ-ЛП           | 0+0                | 0                  | -                    | -                    | -                    | -             | -             | -             | 38     | 2      |
| 2017–18             | «Козенца»           | C                   | 32+8      | 1+0       | КІ+КІ-C            | 0+4                | 0                  | -                    | -                    | -                    | -             | -             | -             | 44     | 1      |
| 2018–19             | «Козенца»           | B                   | 33        | 1         | КІ                 | 2                  | 0                  | -                    | -                    | -                    | -             | -             | -             | 35     | 1      |
| Усього за «Козенцу» | Усього за «Козенцу» | Усього за «Козенцу» | 65+8      | 2+0       |                    | 6                  | 0                  |                      | -                    | -                    |               | -             | -             | 79     | 2      |
| 2019–20             | «Парма»             | A                   | 16        | 0         | КІ                 | 3                  | 0                  | -                    | -                    | -                    | -             | -             | -             | 19     | 0      |
| вер.-жовт. 2020     | «Парма»             | A                   | 2         | 0         | КІ                 | 0                  | 0                  | -                    | -                    | -                    | -             | -             | -             | 2      | 0      |
| Усього за «Парму»   | Усього за «Парму»   | Усього за «Парму»   | 18        | 0         |                    | 3                  | 0                  |                      | -                    | -                    |               | -             | -             | 21     | 0      |
| жовт. 2020–21       | «Лечче»             | B                   | 11+2      | 1         | КІ                 | -                  | -                  | -                    | -                    | -                    | -             | -             | -             | 13     | 1      |
| 2021–22             | «Лечче»             | B                   | 15        | 1         | КІ                 | 1                  | 0                  | -                    | -                    | -                    | -             | -             | -             | 16     | 1      |
| 2022–23             | «Лечче»             | A                   | 0         | 0         | КІ                 | 1                  | 0                  | -                    | -                    | -                    | -             | -             | -             | 1      | 0      |
| Усього за «Лечче»   | Усього за «Лечче»   | Усього за «Лечче»   | 26+2      | 2         |                    | 2                  | 0                  |                      | -                    | -                    |               | -             | -             | 30     | 2      |
| Усього за кар'єру   | Усього за кар'єру   | Усього за кар'єру   | 259+15    | 13        |                    | 16                 | 0                  |                      | -                    | -                    |               | -             | -             | 290    | 13     |

### Статистика виступів за збірну
| Дата       | Місто     | Господарі | Результат | Гості     | Турнір                               | Голи | Примітки |
| ---------- | --------- | --------- | --------- | --------- | ------------------------------------ | ---- | -------- |
| 10-10-2018 | Ельбасан  | Албанія   | 0 – 0     | Йорданія  | товариський матч                     | -    | 56'      |
| 17-11-2018 | Шкодер    | Албанія   | 0 – 4     | Шотландія | Ліга націй УЄФА 2018-2019 - 1-й етап | -    | 52'      |
| 8-6-2019   | Рейк'явік | Ісландія  | 1 – 0     | Албанія   | Відбір до ЧЄ 2020                    | -    | 88'      |
| 10-9-2019  | Ельбасан  | Албанія   | 4 – 2     | Ісландія  | Відбір до ЧЄ 2020                    | 1    |          |
| 11-10-2019 | Стамбул   | Туреччина | 1 – 0     | Албанія   | Відбір до ЧЄ 2020                    | -    | 4'       |
| 14-10-2019 | Кишинів   | Молдова   | 0 – 4     | Албанія   | Відбір до ЧЄ 2020                    | -    |          |
| 17-11-2019 | Тирана    | Албанія   | 0 – 2     | Франція   | Відбір до ЧЄ 2020                    | -    |          |
| 4-9-2020   | Мінськ    | Білорусь  | 0 – 2     | Албанія   | Ліга націй УЄФА 2020-2021 - 1-й етап | -    |          |
| 7-9-2020   | Тирана    | Албанія   | 0 – 1     | Литва     | Ліга націй УЄФА 2020-2021 - 1-й етап | -    |          |
| 11-10-2020 | Алмати    | Казахстан | 0 – 0     | Албанія   | Ліга націй УЄФА 2020-2021 - 1-й етап | -    | 43'      |
| 14-10-2020 | Вільнюс   | Литва     | 0 – 0     | Албанія   | Ліга націй УЄФА 2020-2021 - 1-й етап | -    |          |
| 12-11-2021 | Лондон    | Англія    | 5 – 0     | Албанія   | Відбір до ЧС 2022                    | -    | 17'      |
| 15-11-2021 | Тирана    | Албанія   | 1 – 0     | Андорра   | Відбір до ЧС 2022                    | -    |          |
| Усього     |           | Матчів    | 13        |           | Голів                                | 1    |          |

| Дата     | Місто | Господарі | Результат | Гості              | Турнір           | Голи | Примітки |
| -------- | ----- | --------- | --------- | ------------------ | ---------------- | ---- | -------- |
| 6-2-2013 | Лячі  | Албанія   | 0 – 0     | Північна Македонія | Товариський матч | -    | 66'      |
| Усього   |       | Матчів    | 1         |                    | Голів            | 0    |          |